# Дельвиг, Антон Антонович (1773—1828)
Барон Антон Антонович (Отто Яков) Дельвиг (1773—1828) — русский военный деятель остзейского происхождения, генерал-майор. Отец поэта Антона Антоновича Дельвига.

## Биография
Родился 17 июня 1773 года (по другим данным 1772 года). Родом из прибалтийских немцев.
Начал военную службу в ноябре 1788 года в звании сержанта Эстляндского егерского батальона. Участвовал в боевых действиях в ходе русско-шведской войны 1788—1790 годов и русско-польской 1792—1793 годов.
Некоторое время служил майором   Астраханского полка. Был помощником коменданта Московского Кремля. Генерал-майор (1816).
Умер 8 июля 1828 года в своем харьковском имении.
На момент смерти Антон Антонович Дельвиг был окружным генералом 1-го округа Отдельного корпуса внутренней стражи.
Жена — Любовь Матвеевна Красильникова (род. 26 сентября 1777 — ум. 1859), дочь статского советника М. А. Красильникова, директора Московского ассигнационного банка, внучка русского ученого-астронома А. Д. Красильникова.

## Награды
- Орден Святого Георгия 4-й степени (№ 3442; 26 ноября 1819).
- Орден Святой Анны 4-й степени с надписью «За храбрость».
- Орден Святой Анны 3-й степени с бантом.
- Орден Святой Анны 2-й степени с алмазами.